# Neothauma tanganyicense
Neothauma tanganyicense é uma espécie de gastrópode  da família Viviparidae.
Pode ser encontrada nos seguintes países: Burundi, República Democrática do Congo, Tanzânia e Zâmbia.
Os seus habitats naturais são: lagos de água doce.